# Saint-Senier-sous-Avranches
Pour les articles homonymes, voir Saint-Senier et Avranches (homonymie).
Saint-Senier-sous-Avranches est une commune française, située dans le département de la Manche en région Normandie, peuplée de 1 426 habitants.

## Géographie

### Localisation
| Avranches             | Ponts                       | Tirepied-sur-Sée         |
| Avranches             | Saint-Senier-sous-Avranches | Saint-Brice, La Godefroy |
| Avranches, Saint-Loup | Saint-Loup                  | Saint-Ovin, Saint-Loup   |

### Hydrographie
La commune est située dans le bassin Seine-Normandie. Elle est drainée par la Sée et le ruisseau de la Palorette,,.
La Sée, d'une longueur de 79 km, prend sa source dans la commune de Sourdeval et se jette  dans le golfe de Saint-Malo en limite du Val-Saint-Père et de Vains, après avoir traversé 20 communes. 

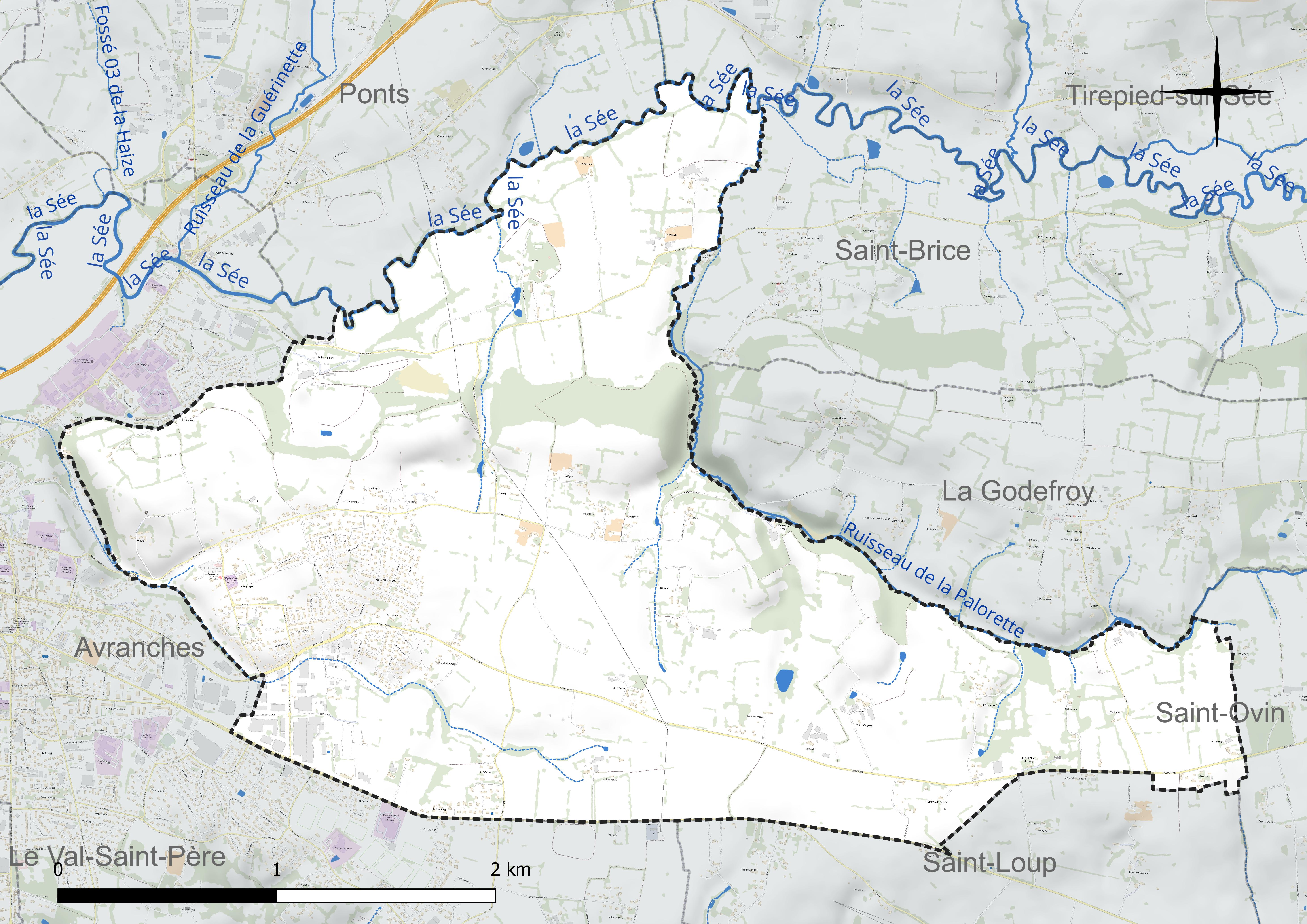
Réseau hydrographique de Saint-Senier-sous-Avranches.

### Climat
Pour des articles plus généraux, voir Climat de la Normandie et Climat de la Manche.
En 2010, le climat de la commune est de type climat océanique franc, selon une étude du CNRS s'appuyant sur une série de données couvrant la période 1971-2000. En 2020, Météo-France publie une typologie des climats de la France métropolitaine dans laquelle la commune est exposée à un climat océanique et est dans la région climatique  Bretagne orientale et méridionale, Pays nantais, Vendée, caractérisée par une faible pluviométrie en été et une bonne insolation. Parallèlement le GIEC normand, un groupe régional d’experts sur le climat, différencie quant à lui, dans une étude de 2020, trois grands types de climats pour la région Normandie, nuancés à une échelle plus fine par les facteurs géographiques locaux. La commune est, selon ce zonage, exposée à un « climat maritime », correspondant au Cotentin et à l'ouest du département de la Manche, frais, humide et pluvieux, où les contrastes pluviométrique et thermique sont parfois très prononcés en quelques kilomètres quand le relief est marqué.
Pour la période 1971-2000, la température annuelle moyenne est de 10,7 °C, avec une amplitude thermique annuelle de 12,1 °C. Le cumul annuel moyen de précipitations est de 971 mm, avec 14,4 jours de précipitations en janvier et 9,3 jours en juillet. Pour la période 1991-2020, la température moyenne annuelle observée sur la station météorologique la plus proche, située sur la commune de Pontorson à 19 km à vol d'oiseau, est de 11,9 °C et le cumul annuel moyen de précipitations est de 821,3 mm,. Pour l'avenir, les paramètres climatiques de la commune estimés pour 2050 selon différents scénarios d’émission de gaz à effet de serre sont consultables sur un site dédié publié par Météo-France en novembre 2022.

## Urbanisme

### Typologie
Au 1er janvier 2024, Saint-Senier-sous-Avranches est catégorisée ceinture urbaine, selon la nouvelle grille communale de densité à sept niveaux définie par l'Insee en 2022.
Elle appartient à l'unité urbaine d'Avranches, une agglomération intra-départementale regroupant cinq  communes, dont elle est une commune de la banlieue,,. Par ailleurs la commune fait partie de l'aire d'attraction d'Avranches, dont elle est une commune de la couronne,. Cette aire, qui regroupe 32 communes, est catégorisée dans les aires de moins de 50 000 habitants,.

### Occupation des sols
L'occupation des sols de la commune, telle qu'elle ressort de la base de données européenne d’occupation biophysique des sols Corine Land Cover (CLC), est marquée par l'importance des territoires agricoles (79,8 % en 2018), en diminution par rapport à 1990 (85,6 %). La répartition détaillée en 2018 est la suivante : prairies (31,4 %), zones agricoles hétérogènes (26,7 %), terres arables (21,7 %), zones urbanisées (9,8 %), forêts (5 %), mines, décharges et chantiers (3,3 %), zones industrielles ou commerciales et réseaux de communication (2,1 %). L'évolution de l’occupation des sols de la commune et de ses infrastructures peut être observée sur les différentes représentations cartographiques du territoire : la carte de Cassini (XVIIIe siècle), la carte d'état-major (1820-1866) et les cartes ou photos aériennes de l'IGN pour la période actuelle (1950 à aujourd'hui).

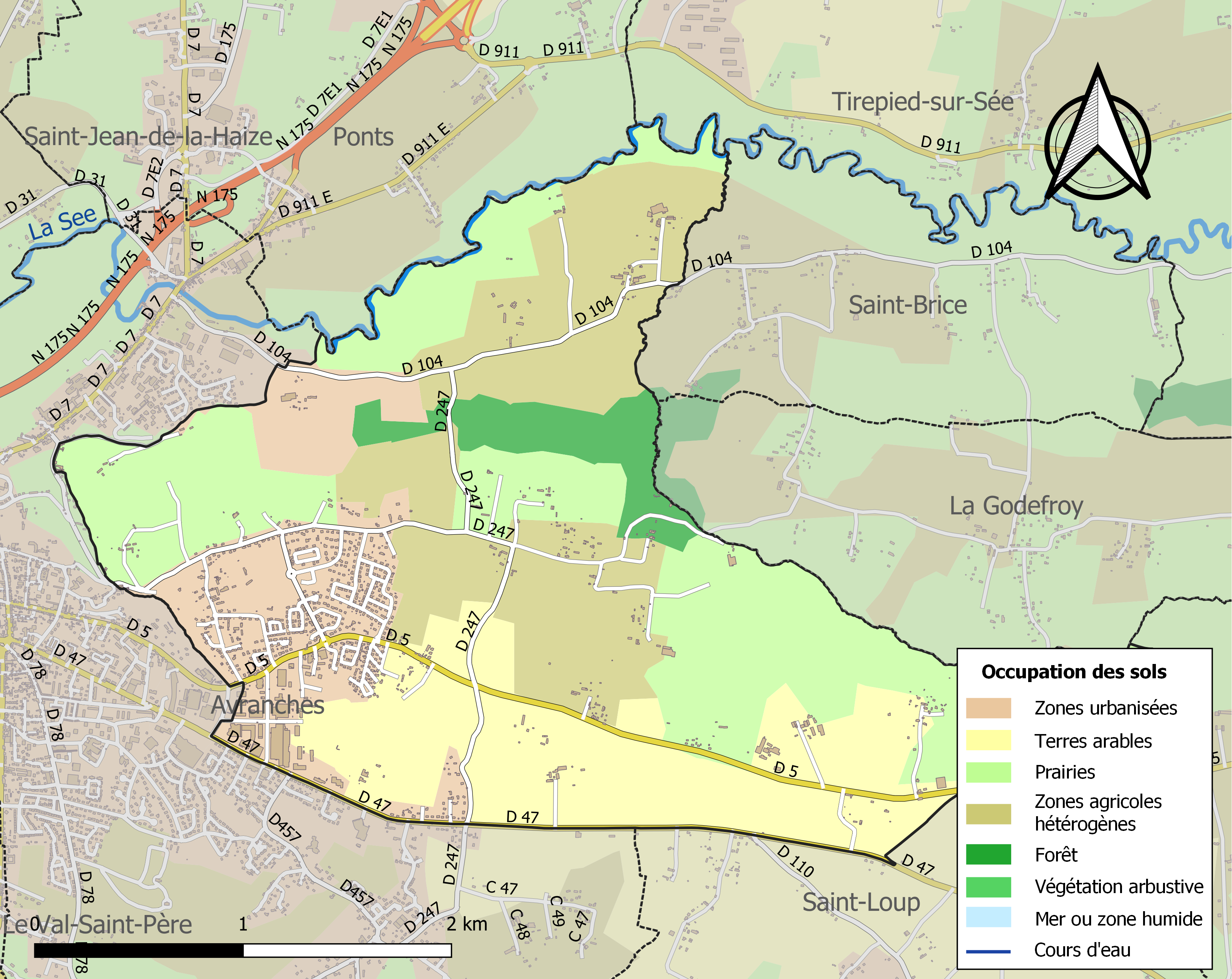
Carte des infrastructures et de l'occupation des sols de la commune en 2018 (CLC).

## Toponymie
Le nom de la localité est attesté sous les formes Saint Senier prés Avranches en 1793, Senier-sous-Avranches en 1801.
Saint Sénier (Senerius) aurait été évêque d'Avranches au VIe siècle, en 563, inhumé à Saint-Pair-sur-Mer.
Avranches est à l'ouest de la commune.

## Histoire
Au début du XVe siècle on trouve un certain Foulque IV Paynel, baron de Hambye et de Bricquebec, seigneur de Chanteloup, de Moyon, de Créances, d'Apilly (Saint-Senier-sous-Avranches), du Merlerault et de Gacé, puissant seigneur de Normandie, chevalier banneret qui regroupe sous ses armes, quatre bacheliers et de dix à quatorze écuyers. Son frère Nicole Paynel lui succédera. Apilly est de nos jours un lieu-dit situé au nord-est du bourg ou se dresse le château d'Apilly.
En 1851, la partie est de Saint-Senier fut rattachée à Saint-Ovin.
Fin juillet 1944, dans le cadre de la percée d'Avranches par le général Patton, la majorité des habitants d'Avranches se réfugièrent à Saint-Senier, y compris les services municipaux.

## Politique et administration

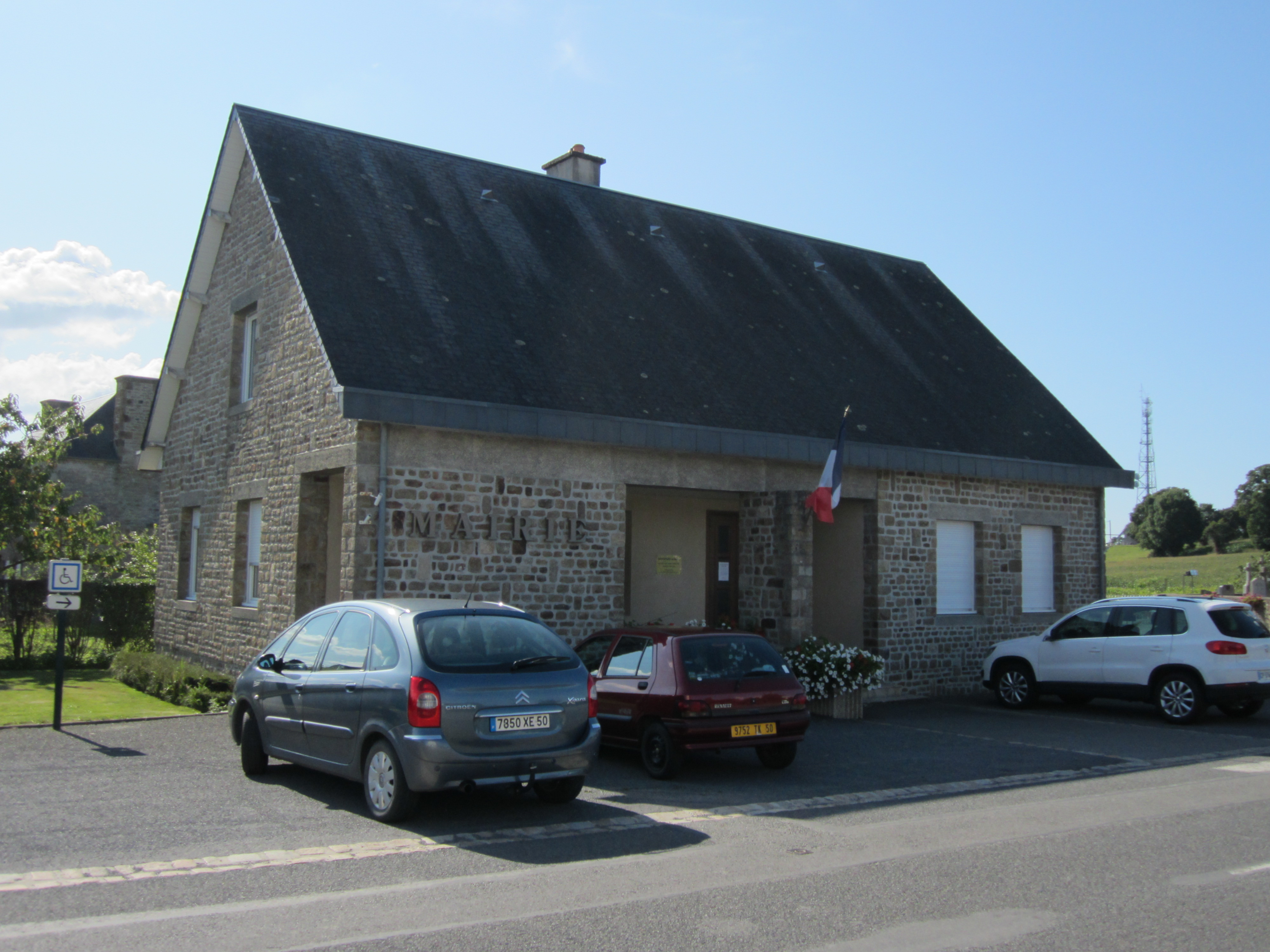
Mairie.

| Période   | Période   | Identité                        | Étiquette | Qualité                               |
| --------- | --------- | ------------------------------- | --------- | ------------------------------------- |
| 1790      | 1791      | René Marie Enjourbault          |           |                                       |
| 1791      | 1794      | Guillaume Le Sénécal            |           |                                       |
| 1794      | 1794      | Louis Jacques Rouget            |           |                                       |
| 1794      | 1794      | François Fouqué                 |           |                                       |
| 1795      | 1797      | Guillaume Le Sénécal            |           |                                       |
| 1797      | 1801      | René Marie Enjourbault          |           |                                       |
| 1801      | 1804      | Louis Jacques Rouget            |           |                                       |
| 1804      | 1816      | Pierre Gabriel Gautier          |           |                                       |
| 1816      | 1828      | Jean Robert Omo                 |           |                                       |
| 1828      | 1837      | Pierre Gabriel Gautier          |           |                                       |
| 1837      | 1837      | Jean Lechoisne                  |           |                                       |
| 1837      | 1885      | François Hervé de Saint-Germain |           | Conseiller général, député, sénateur  |
| 1885      | 1888      | Arthur de Clinchamp             |           |                                       |
| 1888      | 1932      | Auguste Lechoisne               |           |                                       |
| 1932      | 1957      | Jules Bernard                   |           |                                       |
| 1957      | 1977      | Victor Lemarchand               |           |                                       |
| 1977      | 1989      | Louis Vauprès                   |           | Agriculteur                           |
| mars 1989 | mai 2020  | Jean Andro                      | SE        | Géomètre retraité, conseiller général |
| mai 2020  | mars 2022 | Alain Fontaine                  | SE        |                                       |
| mai 2022  | En cours  | Lyne Delaunay                   | SE        | Retraitée CAF                         |

## Population et société

### Démographie

#### Évolution démographique
L'évolution du nombre d'habitants est connue à travers les recensements de la population effectués dans la commune depuis 1793. Pour les communes de moins de 10 000 habitants, une enquête de recensement portant sur toute la population est réalisée tous les cinq ans, les populations de référence des années intermédiaires étant quant à elles estimées par interpolation ou extrapolation. Pour la commune, le premier recensement exhaustif entrant dans le cadre du nouveau dispositif a été réalisé en 2006.

En 2022, la commune comptait 1 426 habitants, en évolution de +2 % par rapport à 2016 (Manche : −0,31 %, France hors Mayotte : +2,11 %).
| 1793 | 1800 | 1806 | 1821 | 1831 | 1836 | 1841 | 1846 | 1851 |
| ---- | ---- | ---- | ---- | ---- | ---- | ---- | ---- | ---- |
| 738  | 434  | 728  | 544  | 870  | 790  | 887  | 937  | 953  |

| 1856 | 1861 | 1866 | 1872 | 1876 | 1881 | 1886 | 1891 | 1896 |
| ---- | ---- | ---- | ---- | ---- | ---- | ---- | ---- | ---- |
| 950  | 922  | 917  | 845  | 805  | 723  | 734  | 497  | 496  |

| 1901 | 1906 | 1911 | 1921 | 1926 | 1931 | 1936 | 1946 | 1954 |
| ---- | ---- | ---- | ---- | ---- | ---- | ---- | ---- | ---- |
| 474  | 453  | 470  | 415  | 405  | 445  | 493  | 472  | 457  |

| 1962 | 1968 | 1975 | 1982 | 1990 | 1999 | 2006  | 2011  | 2016  |
| ---- | ---- | ---- | ---- | ---- | ---- | ----- | ----- | ----- |
| 390  | 391  | 516  | 948  | 981  | 967  | 1 158 | 1 306 | 1 398 |

| 2021  | 2022  | - | - | - | - | - | - | - |
| ----- | ----- | - | - | - | - | - | - | - |
| 1 431 | 1 426 | - | - | - | - | - | - | - |

#### Pyramide des âges
La population de la commune est plus âgée que celle du département. En 2019, le taux de personnes d'un âge inférieur à 30 ans s'élève à 27,5 %, soit un taux inférieur à la moyenne départementale (31,1 %). Le taux de personnes d'un âge supérieur à 60 ans (33,6 %) est supérieur au taux départemental (31,8 %).
En 2019, la commune comptait 681 hommes pour 739 femmes, soit un taux de 52,04 % de femmes, supérieur au taux départemental (51,24 %).
Les pyramides des âges de la commune et du département s'établissent comme suit :
| Hommes | Classe d’âge | Femmes |
| ------ | ------------ | ------ |
| 0,0    | 90 ou +      | 0,7    |
| 10,5   | 75-89 ans    | 10,7   |
| 22,3   | 60-74 ans    | 23,0   |
| 20,5   | 45-59 ans    | 21,1   |
| 18,3   | 30-44 ans    | 18,0   |
| 10,2   | 15-29 ans    | 10,7   |
| 18,2   | 0-14 ans     | 15,8   |

| Hommes | Classe d’âge | Femmes |
| ------ | ------------ | ------ |
| 1      | 90 ou +      | 2,6    |
| 8,8    | 75-89 ans    | 12,1   |
| 20,3   | 60-74 ans    | 20,8   |
| 20,7   | 45-59 ans    | 19,8   |
| 17     | 30-44 ans    | 15,9   |
| 15,5   | 15-29 ans    | 13,4   |
| 16,7   | 0-14 ans     | 15,4   |

## Culture locale et patrimoine

### Lieux et monuments

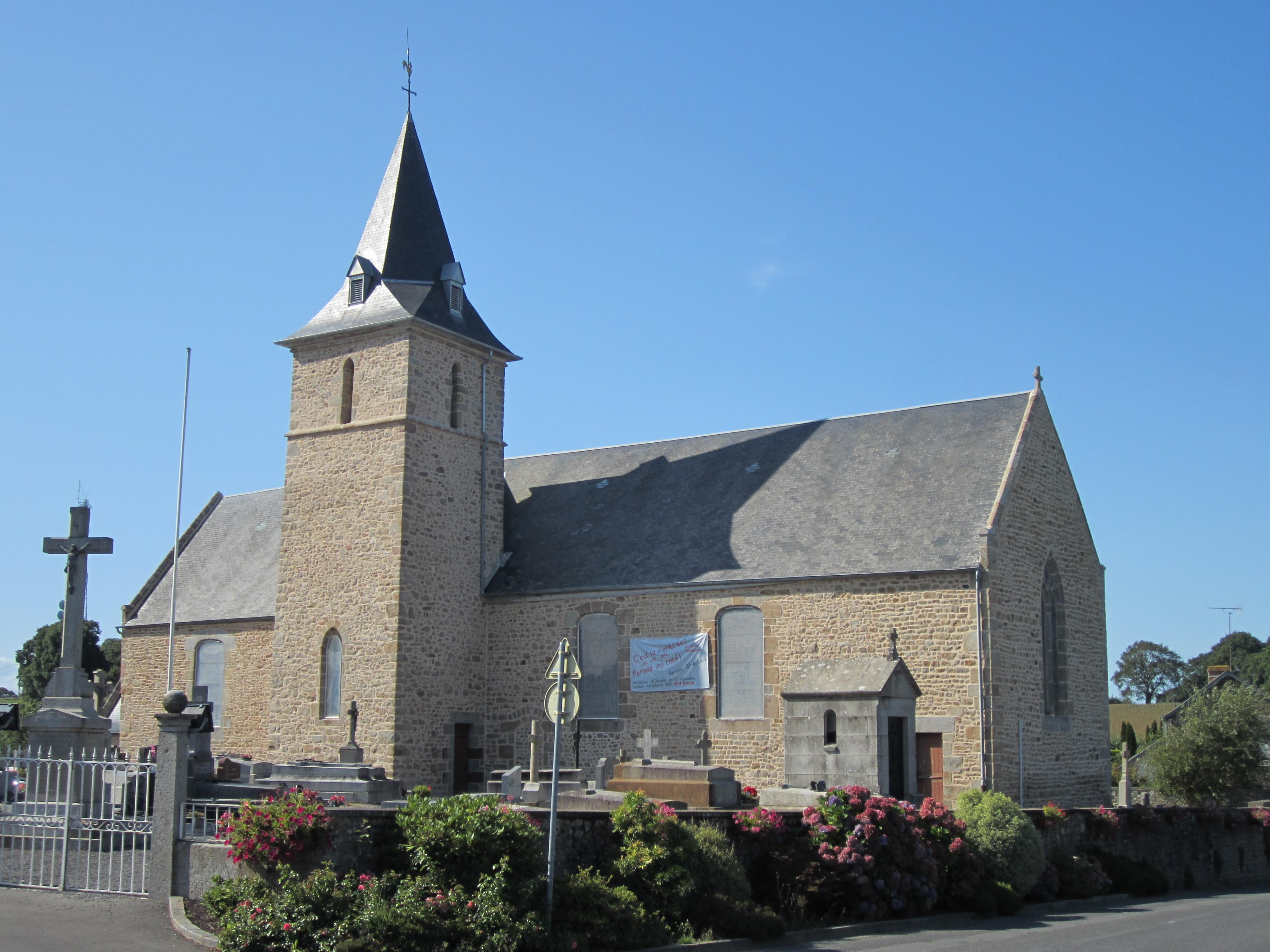
L'église Saint-Senier.

- Église Saint-Senier des XIVe – XVIIe siècles bâtie à proximité de la chapelle Sainte-Anne devenue trop exiguë, avec un avant-porche en pignon ouest. L'édifice fut consacré en 1334 par l'évêque d'Avranches Jean Hautefrine.

Elle abrite une statue de sainte Barbe du XVe classée au titre objet aux monuments historiques, ainsi qu'un autel du XVIIe, un lutrin du XVIIIe, une verrière du XXe d'Antoine Bessac figurant la vie de saint Senier, les statues éducation de la Vierge du XVIIIe, saint Roch du XVIIe, femme ayant mal au ventre du XVIe.
- Chapelle Notre-Dame des Frênes, ancienne chapelle du château d'Apilly.
- Croix de cimetière du XVIIe siècle.
- Les croix en fonte du cimetière ont été regroupées à l'arrière de l'église.
- La Croix aux Bas du XVIe siècle, croix de cimetière du XVIIe siècle.
- Château d'Apilly du XVIIe siècle bâti sur un ancien manoir de la famille Paisnel. Le château a été détruit en quasi-totalité en 1944 et en partie reconstruit[31].
- Château du Champ du Genêt du XIXe siècle transformé en centre équestre.

### Personnalités liées à la commune
- Saint Senier, né près de Coutances, fut évêque d'Avranches en 563. Selon la légende, il aurait fait défricher la forêt de Scissy qui couvrait la baie du mont Saint-Michel[32] et sa prédication était accompagnée de miracles[33]. La commune lui doit son nom.
- Arnaud Beltrame s'installe à Saint-Senier-sous-Avranches dans une des maisons réservées pour les gendarmes en 2010[34].

### Héraldique
| Armes de Saint-Senier-sous-Avranches | Les armes de la commune de Saint-Senier-sous-Avranches se blasonnent ainsi : Taillé : au premier de gueules à la main dextre appaumée d'argent, au second mi-taillé d'azur aux deux fasces d'argent accompagnées de neuf merlettes contournées du même ordonnées 3, 3 et 3. |